# Martyna Jakubowicz
Martyna Jakubowicz z domu Żychiewicz (ur. 24 lutego 1955 w Krakowie) – polska wokalistka, gitarzystka i kompozytorka tworząca muzykę z pogranicza bluesa, rocka i amerykańskiego folku.

## Życiorys
Jest muzycznym samoukiem. Po nauczeniu się grania na gitarze i śpiewania zaczęła występować na prywatkach, a później również w klubach. Na profesjonalnej scenie zadebiutowała w 1977, grając w studenckim klubie „Remont” w Warszawie, a w następnym roku wystąpiła podczas pierwszej edycji Jesieni z Bluesem w Białymstoku. Zagrała dwa koncerty z grupą Kasa Chorych. W 1980 śpiewała i grała z zespołem Robotnik Sezonowy oraz nagrała muzykę dla programu E-81 (Studio „Gama”). Od początku 1981 występowała z Jackiem Krzycholikiem. Do 1981 występowała wyłącznie na imprezach bluesowych. W tym samym roku pojawiła się w programie Waltera Chełstowskiego Muzyczne Forum oraz nagrała trzy piosenki dla „Trójki”. Do 1982 występowała krótko z Oddziałem Zamkniętym i grupą Krzak, a na Rawie Blues '82 wystąpiła z Jackiem Skubikowskim, Ryszardem Skibińskim i Cezarym Czternastkiem.
W styczniu i lutym 1983 nagrała w krakowskim Studiu Teatr „STU” swój pierwszy album pt. Maquillage, który promowała utworem „W domach z betonu nie ma wolnej miłości”. W tym samym roku wzbogaciła album Zbigniewa Hołdysa I Ching dwiema piosenkami: „Kołysanka dla Misiaków” i „Słuchaj, Man”. 17 października 1985 towarzyszyła grupie Dżem podczas imprezy Rock dla pokoju.
Na przełomie 1985–1986 nagrała album pt. Bardzo groźna księżniczka i ja. Po rozpadzie swojego zespołu zaczęła grać w duecie z Rafałem Rękosiewiczem, okazjonalnie zwiększając liczbę muzyków towarzyszących (np. podczas występów na Rawie Blues). Od 1989 do 1993 grała w kwartecie z Rafałem Rękosiewiczem, Jerzym Piotrowskim (perkusja) i Radosławem Nowakowskim (bębny). W 1995 znalazła się na liście 100 najbardziej popularnych polskich kobiet w ankiecie magazynu „Pani”.
Do 1996 występowała w duecie z Jerzym Styczyńskim. W 1998 założyła we Wrocławiu klub „Gumowa Róża” funkcjonujący do 2011, który prowadziła również jej córka, Patrycja.
Od 2007 rokrocznie zasiada w jury Festiwalu Bluesowo-Rockowego im. Miry Kubasińskiej „Wielki Ogień”, odbywającego się w Ostrowcu Świętokrzyskim. 3 sierpnia 2007, na zaproszenie Jerzego Owsiaka, wystąpiła na głównej scenie podczas odbywającego się w Kostrzynie nad Odrą XIII Przystanku Woodstock.
Od 2011 bierze udział w trasie koncertowej „Projekt Grechuta” zespołu Plateau. Brała również udział w nagraniu albumu Projekt Grechuta.
Została członkiem honorowego komitetu poparcia Bronisława Komorowskiego przed wyborami prezydenckimi w Polsce w 2015. W 2024 otrzymała nagrodę Złoty Fryderyk za całokształt dokonań artystycznych.

## Życie prywatne

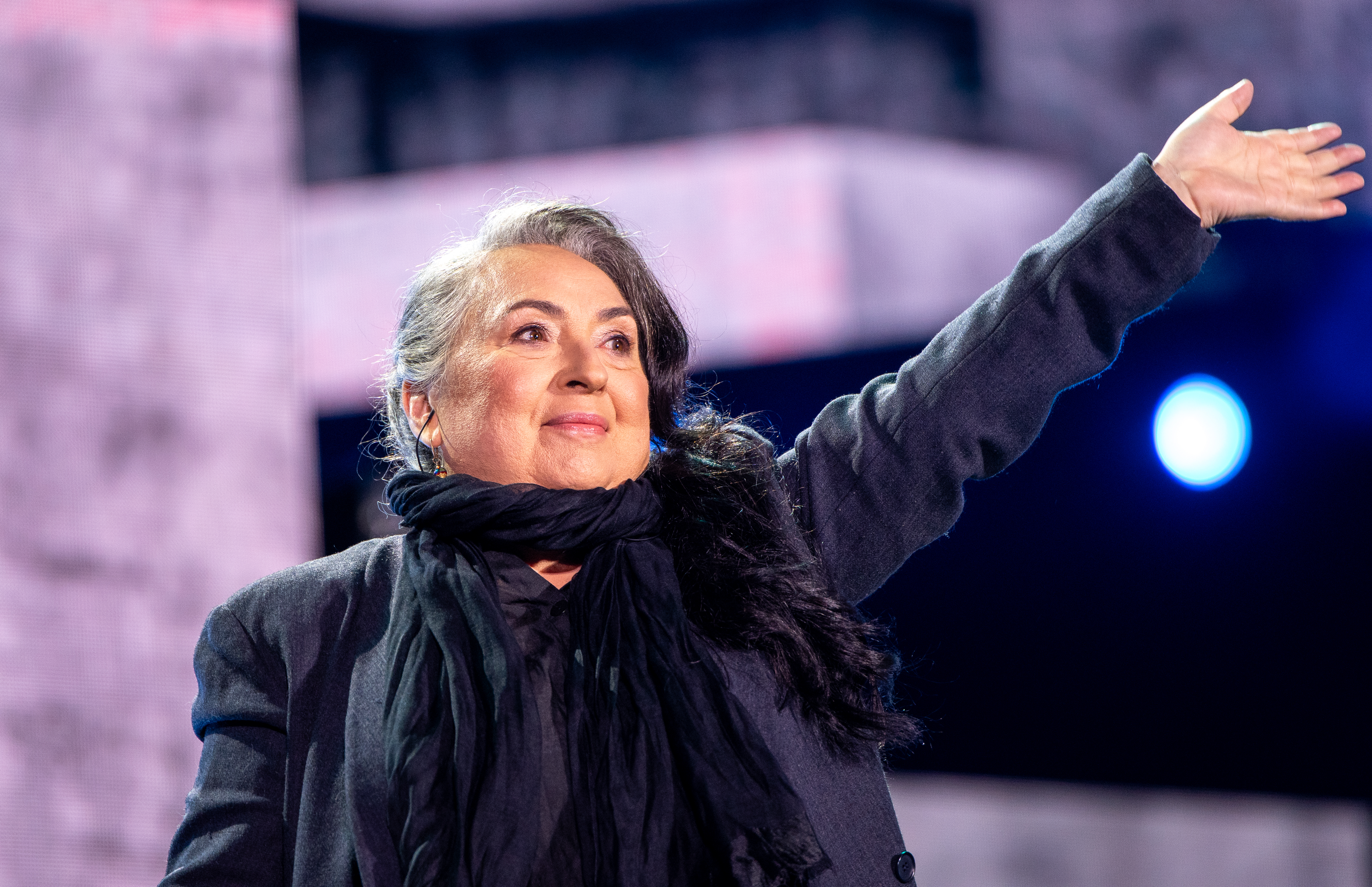
Martyna Jakubowicz podczas koncertu Pokolenia wolności (2023)

Jest córką Tadeusza Żychiewicza, urodzonego we wsi Bratkowice, w województwie podkarpackim, publicysty i pisarza, redaktora „Tygodnika Powszechnego”, byłego żołnierza Armii Krajowej. W dzieciństwie mieszkała u dziadków w Katowicach.
Do 1983 roku jej mężem był Andrzej Jakubowicz, autor większości tekstów jej piosenek, dziennikarz i tłumacz twórczości Boba Dylana. Od 1976 roku Jakubowiczowie mieszkali w bloku przy ulicy Portofino 6 na warszawskim osiedlu Stegny, gdzie powstała ich piosenka "W domach z betonu nie ma wolnej miłości".
Ich córką jest Patrycja Jakubowicz (ur. 1976), menadżer muzyczny i psycholog, autorka książek na temat coachingu osobistego.
Po rozpadzie małżeństwa była związana z gitarzystą Andrzejem Nowakiem.

## Dyskografia
| 1983                           | Maquillage - Data: 1983 - Wydawca: Pronit                                         | –  |               |
| 1985                           | Martyna Jakubowicz Live (album koncertowy) - Data: 1986 - Wydawca: Karolina       | –  |               |
| 1986                           | Bardzo groźna księżniczka i ja - Data: 1986 - Wydawca: Polton                     | –  |               |
| 1988                           | Wschodnia wioska - Data: 1988 - Wydawca: Polskie Nagrania Muza                    | –  |               |
| 1990                           | Koncert live Jarocin (album koncertowy) - Data: 1990 - Wydawca: Polmark           | –  |               |
| 1991                           | Patchwork - Data: 1991 - Wydawca: MJM Music                                       | –  |               |
| 1992                           | Kołysz mnie (album koncertowy) - Data: 1992 - Wydawca: Pomaton                    | –  | - złota płyta |
| 1995                           | Dziewczynka z pozytywką Edwarda - Data: październik 1995 - Wydawca: Polton        | –  |               |
| 1998                           | Skórka pomarańczy - Data: 21 lutego 1998 - Wydawca: Izabelin Studio               | –  |               |
| 2005                           | Tylko Dylan (tribute album) - Data: 7 marca 2005 - Wydawca: Sony BMG              | 12 |               |
| 2008                           | Te 30. urodziny (cover album) - Data: 28 kwietnia 2008 - Wydawca: Agora S.A.      | –  |               |
| 2010                           | Okruchy życia (oraz Żona Lota) - Data: 15 listopada 2010 - Wydawca: 4ever MUSIC   | 48 |               |
| 2013                           | Burzliwy błękit Joanny - Data: 7 listopada 2013 - Wydawca: Universal Music Polska | 36 |               |
| 2016                           | Prosta piosenka - Data: 18 marca 2016 - Wydawca: Universal Music Polska           | 43 |               |
| 2018                           | Zwykły włóczęga - Data: 18 maja 2018 - Wydawca: Universal Music Polska            | 29 |               |
| „–” pozycja nie była notowana. |                                                                                   |    |               |

| Rok  | Tytuł                                                                           | Pozycja na liście |
| Rok  | Tytuł                                                                           | LP3               |
| ---- | ------------------------------------------------------------------------------- | ----------------- |
| 1982 | „Kłopoty to jej specjalność”                                                    | 9                 |
| 1982 | „W domach z betonu nie ma wolnej miłości”                                       | 1                 |
| 1982 | „Wielka fala”                                                                   | 5                 |
| 1983 | „Kiedy będę starą kobietą”                                                      | 17                |
| 1984 | „Ale plama, na kolana”                                                          | 17                |
| 1986 | „Żagle tuż nad ziemią”                                                          | 28                |
| 1989 | „Gorąca sień”                                                                   | 31                |
| 1991 | „Stara taśma na moim Grundigu”                                                  | 30                |
| 1991 | „Kołysz mnie”                                                                   | 19                |
| 1992 | „Dom zachodzącego słońca”                                                       | 50                |
| 1995 | „Zawsze lubiłam sprzątać”                                                       | 24                |
| 1995 | „I żeby ziemia zadrżała” (oraz Wojciech Waglewski)                              | 44                |
| 2005 | „Bądź ze mną”                                                                   | 42                |
| 2005 | „Pukam do nieba bram”                                                           | 42                |
| 2008 | Goya – „W domach z betonu nie ma wolnej miłości” (gościnnie Martyna Jakubowicz) | 40                |
| 2010 | „Niech płonie” (oraz Żona Lota)                                                 | 37                |
| 2011 | Plateau – „Korowód” (gościnnie Martyna Jakubowicz)                              | 21                |
| 2013 | „Duża żółta taksówka”                                                           | 35                |

| Rok  | Tytuł                                 | Utwór                                                                                  |
| ---- | ------------------------------------- | -------------------------------------------------------------------------------------- |
| 1984 | I Ching                               | - Milo – śpiew - Słuchaj, man – muzyka, śpiew - Kołysanka dla misiaków – muzyka, śpiew |
| 1995 | Tribute to Eric Clapton               | - Wielka słabość – muzyka, śpiew - Blues 4 rano – muzyka i słowa, śpiew                |
| 1995 | Dżem – List do R. na 12 głosów, vol.2 | - b.d.                                                                                 |
| 2011 | Plateau – Projekt Grechuta            | - „Korowód”                                                                            |

| Rok  | Tytuł                                |
| ---- | ------------------------------------ |
| 1991 | Total - Data: 1991 - Wydawca: Polton |

## Nagrody i wyróżnienia
| Rok  | Kategoria                             | Tytułem                              | Nagroda                                         | Nota      | Źródło |
| ---- | ------------------------------------- | ------------------------------------ | ----------------------------------------------- | --------- | ------ |
| 1995 | Album roku – muzyka tradycji i źródeł | Dziewczynka z pozytywką Edwarda      | Fryderyki 1995                                  | Nominacja | [ 36 ] |
| 2011 | Album roku – folk / muzyka świata     | Okruchy życia                        | Fryderyki 2011                                  | Nominacja | [ 37 ] |
| 2016 | Muzyka rozrywkowa-wydarzenie          | Martyna Jakubowicz                   | Nagroda Muzyczna Programu Trzeciego – „Mateusz” | Laur      | [ 38 ] |
| 2024 | Złoty Fryderyk                        | za całokształt dokonań artystycznych | Fryderyki                                       |           | [ 7 ]  |